# Samostatná záchranná rota Rakovník
Samostatná záchranná rota Rakovník byla v letech 2008 až 2013 samostatná jednotka v podřízenosti 15. ženijní brigády Armády ČR. Samostatná záchranná rota vznikla jako následovník 154. záchranného praporu při transformaci Armády ČR k 1.10.2008. Následně byla rota k 1.12.2013 začleněna do organizační sestavy 151. ženijního praporu 15. ženijního pluku v Bechyni.

## Hlavní cíl
Hlavním cílem samostatné záchranné roty Rakovník (SZR) bylo napomáhat obyvatelstvu v rámci Integrovaného záchranného systému České republiky (IZS ČR). Při vyskytnutí živelních pohrom a průmyslových katastrofách byli vojenští záchranáři připraveni pomoci specializovanou technikou a svými dovednostmi. 

## Hlavní úkoly v rámci IZS
- Zřizování dekontaminačních míst při havárii v jaderných elektrárnách (Temelín, Dukovany)
- Výstavba materiální základny humanitární pomoci (pro 450 osob)
- Vyčleňování záchranného týmu UNSAS pro OSN/EU (ve spolupráci s VZÚ 5876 Olomouc v počtu 40 osob s nezbytnou technikou a materiálem)
- Zajistit vyčleněné síly a prostředky v požadované pohotovosti k nasazení ve prospěch IZS
- Poskytnutí podpory IZS a Policii ČR

Vyžádat síly vojenského záchranného útvaru může pouze oprávněná osoba. Zpravidla se síly vojenských záchranných útvarů vyžadují v situacích, kdy nemohou pomoci ostatní složky IZS, tedy při náročnějších haváriích, katastrofách nebo při jiných krizových situacích. Velitel útvaru pak vyčlení potřebnou techniku a odřady. Jednotky v rámci pohotovostní připravenosti vyrazí k zásahu.

## Další humanitární úkoly
Vojenské záchranné útvary (Rakovník a Olomouc) byly určeny k plnění humanitárních úkolů v oblasti ochrany obyvatelstva. VZÚ při plnění humanitárních úkolů a pomoci IZS byly vycvičeny k zásahu při těchto situacích:
- Záchranné práce včetně záchrany osob
- Průmyslové a ekologické havárie
- Vyhledávání a vyprošťování osob ze závalů a trosek budov
- Vyprošťování havarované techniky
- Likvidace následků uhynulých živočichů (ptačí chřipka)
- Uvolňování koryt řek pomocí trhavin (ledy)
- Řešení složitých dopravních nehod
- Radiační a chemické havárie (dekontaminace osob a techniky, vytyčení nebezpečné oblasti)
- Osvětlení místa havárie a zabezpečení dodávky elektrické energie
- Nouzové zásobování pitnou vodou
- Potápěčské práce
- Likvidace polomů
- Hašení rozsáhlých lesních požárů
- Likvidace ropných havárií na vodních tocích
- Vytěžování a odvoz kontaminované zeminy
- Zásobování materiálem pro humanitární potřeby
- Evakuace obyvatelstva včetně zabezpečení nouzového ubytování
- Odstraňování následků živelních pohrom

## Další situace vyžadující pomoc vojenských záchranných útvarů
Samostatná záchranná rota byla v rámci IZS přednostně určena pro případy těžšího charakteru a případy, kdy je mimo síly ostatních složek IZS dosáhnout ochrany obyvatelstva. Mezi případy, kdy byly její síly a prostředky vyčleněny přímo pro zásah patří:

### Přírodní katastrofy
- Povodně
- Epidemie
- Epizootie
- Lesní požáry
- Vichřice
- Sněhová kalamita
- Napadení přírodními škůdci
- Zemětřesení

### Provozní havárie
- Hromadné silniční havárie
- Železniční havárie
- Letecká havárie
- Destrukce budovy
- Vyřazení zdrojů pitné vody
- Požáry obytných budov
- Požáry výrobních objektů
- Únik toxických látek
- Havarijní znečištění vod (únik ropných produktů)
- Radiační nehoda a havárie